# 长耳鸮
长耳鸮（学名：Asio otus）是一种中等体形的鸮，分布于欧洲、亚洲和北美洲。

## 生态环境
长耳鸮喜栖息在阔叶或针叶乔木的高枝上，而且他们的栖息地往往非常精确地固定，甚至固定到某一树枝，以至于在他们的固定居索的垂直下方遍布他们或拉或吐的排泄物，常常污秽不堪，成为搜寻他们的线索。

## 分布地域
长耳鸮常见于北半球，分布于整个欧亚大陆、環地中海、土耳其、非洲北部、帕米爾高原、印度西北部、西伯利亞、库页岛、日本、韓國、中国東半部及台灣；北美洲的加拿大和美国北部；族群數量大約有50,000隻。

## 特征
长耳鸮是中等体形的鸮类，体长约35－40厘米。与其他大多数鸮类一样，长耳鸮的颜色也是非常暗哑的褐色和黑色，上体以棕褐色为基色具黑色棕斑，下体色较浅，以黄褐色为基色，具较细弱的黑色纵斑；双足被羽，直至足趾；长耳鸮的辨识特征主要集中在面部，耳鸮属鸟类的面盘大多非常明显。所谓面盘是鸮类面部一圈特殊的羽毛，非常紧密地排布在一起成一个平面，形成貌似猫脸的结构。在头部两侧的是长耳鸮非常大的耳孔，隐藏在耳羽之下。有趣的是，鸮类的两个耳孔不仅形状大小不同，连高度也各不相同，这对产生立体听觉，并依靠这种听力定位、捕食有非常重要的作用；在长耳鸮的面盘上，双眼之间的羽毛白色，形成一个大大的白色“X”这是其他鸮类所不具有的；本物种头顶有两簇黑黄相间的耳状羽，耳状羽很长，高高的树立在头顶非常显眼，但是必须指出的是这两簇耳状羽和耳朵没有任何关系，只是因为他们高高地树立在头顶，看起来很像哺乳动物的耳朵人们才习惯称它们为耳羽，而真正的耳羽是掩盖耳孔的羽毛。虹膜为橙黄色；喙角质灰色；脚粉黄色。长耳鸮在栖止状态时，身体树立，基本与地面垂直，这是区别本物种与近似的短耳鸮的一个重要特征，后者几乎是以平行于地面的姿态扒在树干上的。

## 食物
所有的鸮形目鸟类均为典型的肉食性鸟类，长耳鸮的食物以各种鼠类为主，还包括小型鸟类，通过分析他们的唾余，人们发现长耳鸮的食谱以黑线姬鼠为主，还包括小麝鼩、小家鼠、褐家鼠等啮齿类，蝙蝠、棕头鸦雀、麻雀、燕雀等小型鸟兽。
栖息于北京天坛公园内长耳鸮的唾余时甚至发现了灰喜鹊的残肢，说明长耳鸮有可能捕猎体形较大的鸟类，或有食腐行为。

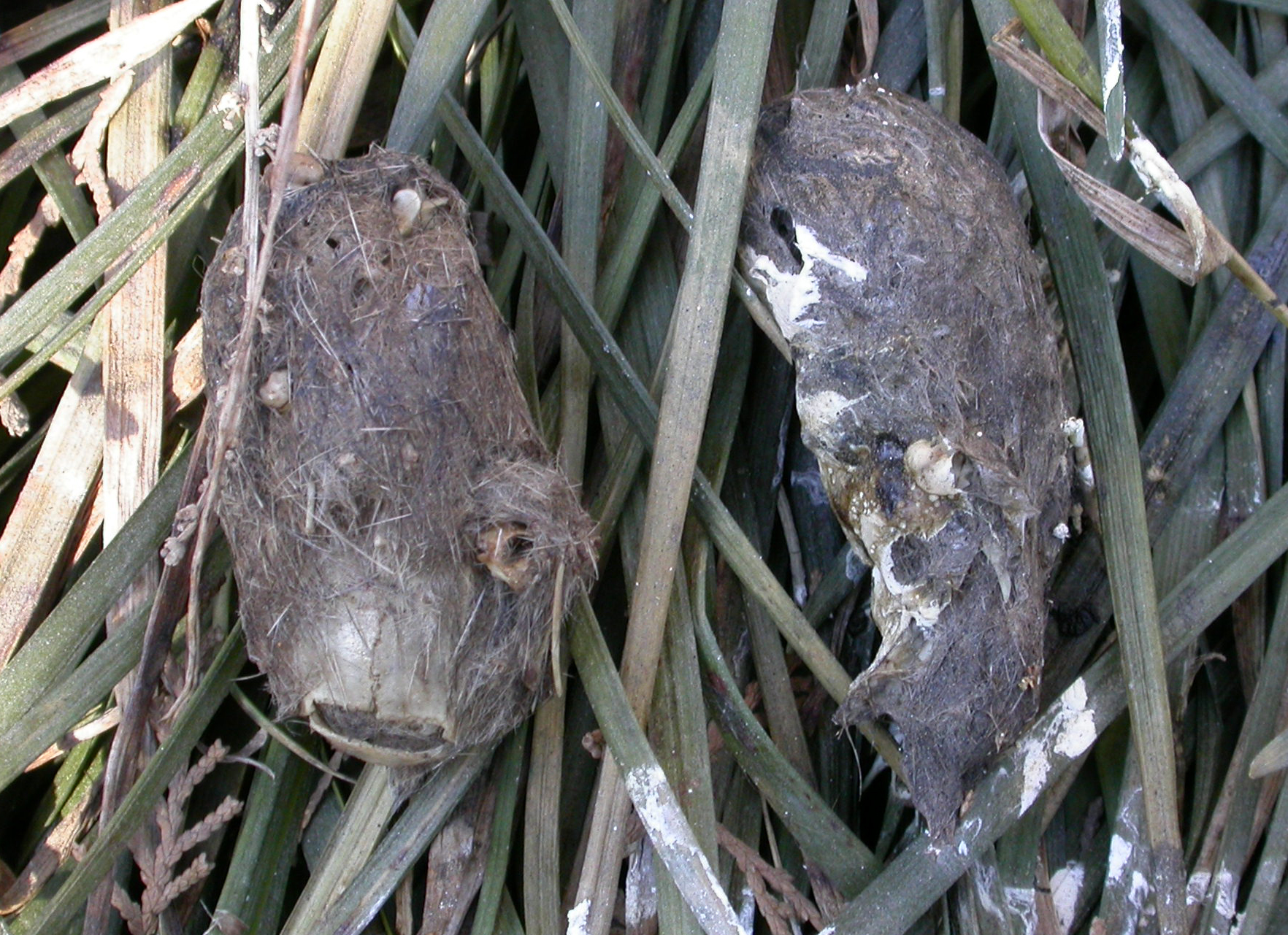
长耳鸮的唾余

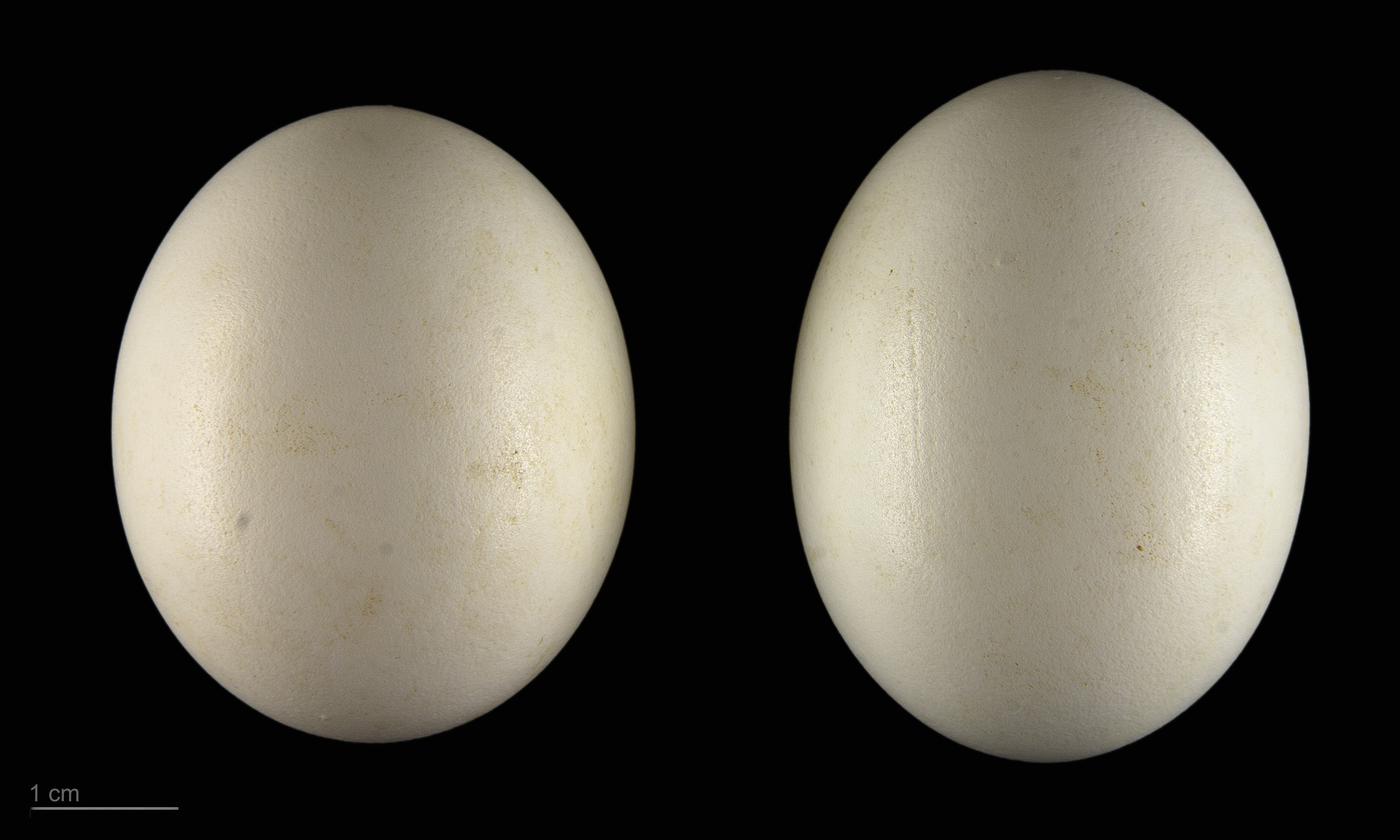
卵 Asio otus otus

## 繁殖与保护
繁殖细节不详，多占用乌鸦或喜鹊的弃巢产卵繁殖，每巢产卵4－5枚，孵化期约26－28天。
- CITES濒危等级：附录II 生效年代：1997年
- 中国国家重点保护等级：二级 生效年代：1989年